# Kyje (tvrz)
Tvrz v Kyjích je zaniklé sídlo v Praze 9. Přesná lokace tvrze není známa, stála pravděpodobně v blízkosti kostela svatého Bartoloměje.

## Historie
V Kyjích postavil pražský biskup Jan II. románský kostel svatého Bartoloměje v letech 1226-1236, kdy patřily Kyje pražskému arcibiskupství. Nacházel se zde také jeden manský dvůr s tvrzí, který držel roku 1386 Jan (Ješek) z Kyj, šafář na arcibiskupském dvoře. Po něm převzal dvůr s tvrzí roku 1403 jeho syn Otík, místopísař zemských desek, a připojil k němu další okolní statky.
Při husitských bouřích převzali Kyje Pražané a dvůr se dostal do držení Jana Prčka. Janova manželka Víta pak roku 1423 dvůr s tvrzí pronajala na šest let Martinu Šrámkovi a Martinu Rosenbergovi. Poté přešla tvrz do majetku císaře Zikmunda a ten jej dal v zástavu Starému Městu pražskému.
Již v polovině 16. století byla tvrz v Kyjích uváděna jako pustá. Roku 1587 koupil dvůr s pustou tvrzí od Adama Šťastného z Harasova Václav Robmháp ze Suché a následujícího roku ji prodal majiteli Dubče Adamu Zápskému ze Záp. Ten roku 1600 postoupil dvůr s tvrzí své manželce Marianě z Harasova, která jej spojila s další poddanskou usedlostí a založila dvůr nový. Vnuk Mariany Adam Zápský připojil poté Kyje k Dubči.
Poslední záznam o pusté tvrzi v Kyjích je z roku 1622; není známo místo, kde stála ani doba jejího zániku.